# Café Central (Wenen)

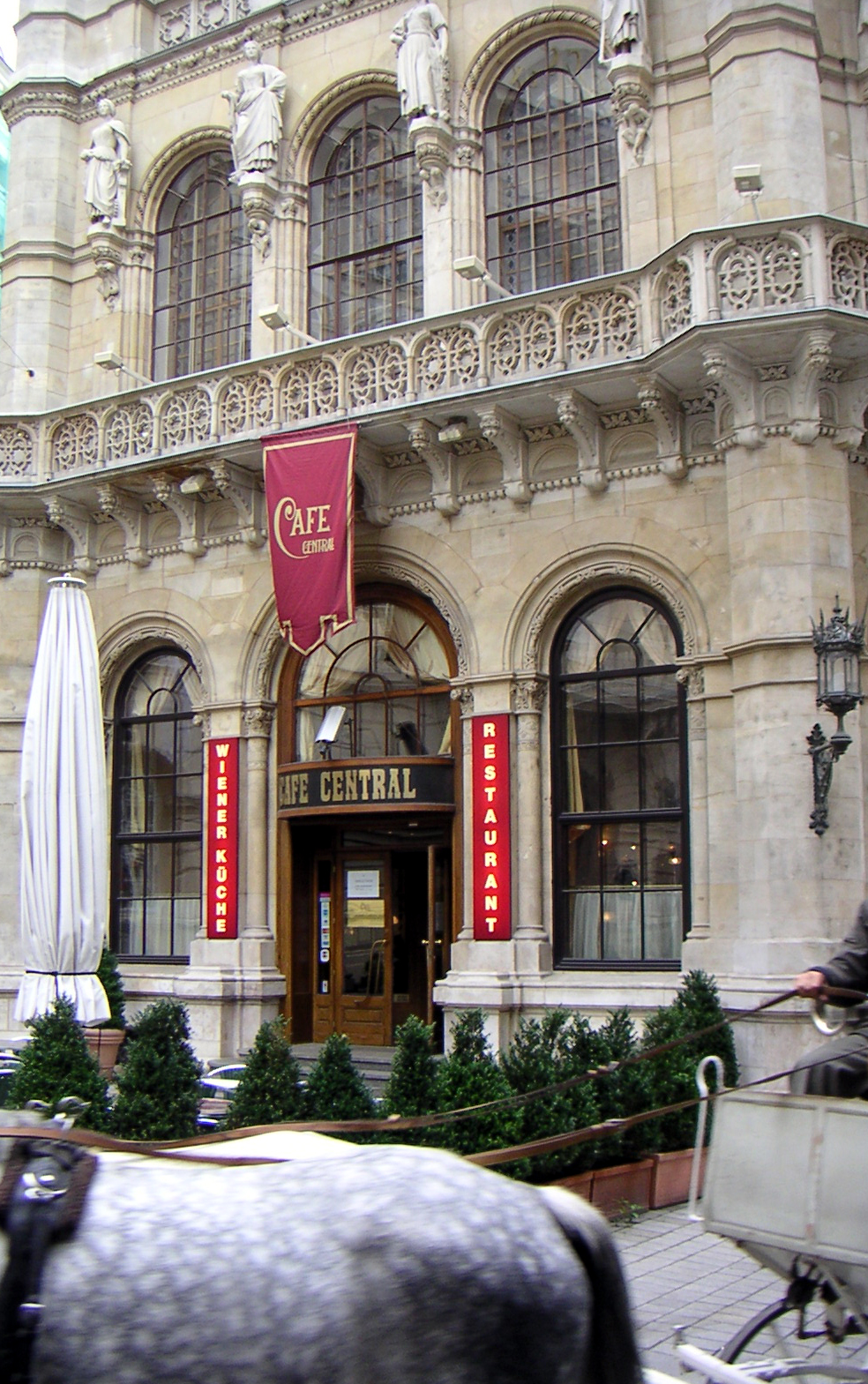
ingang Café Central Wenen

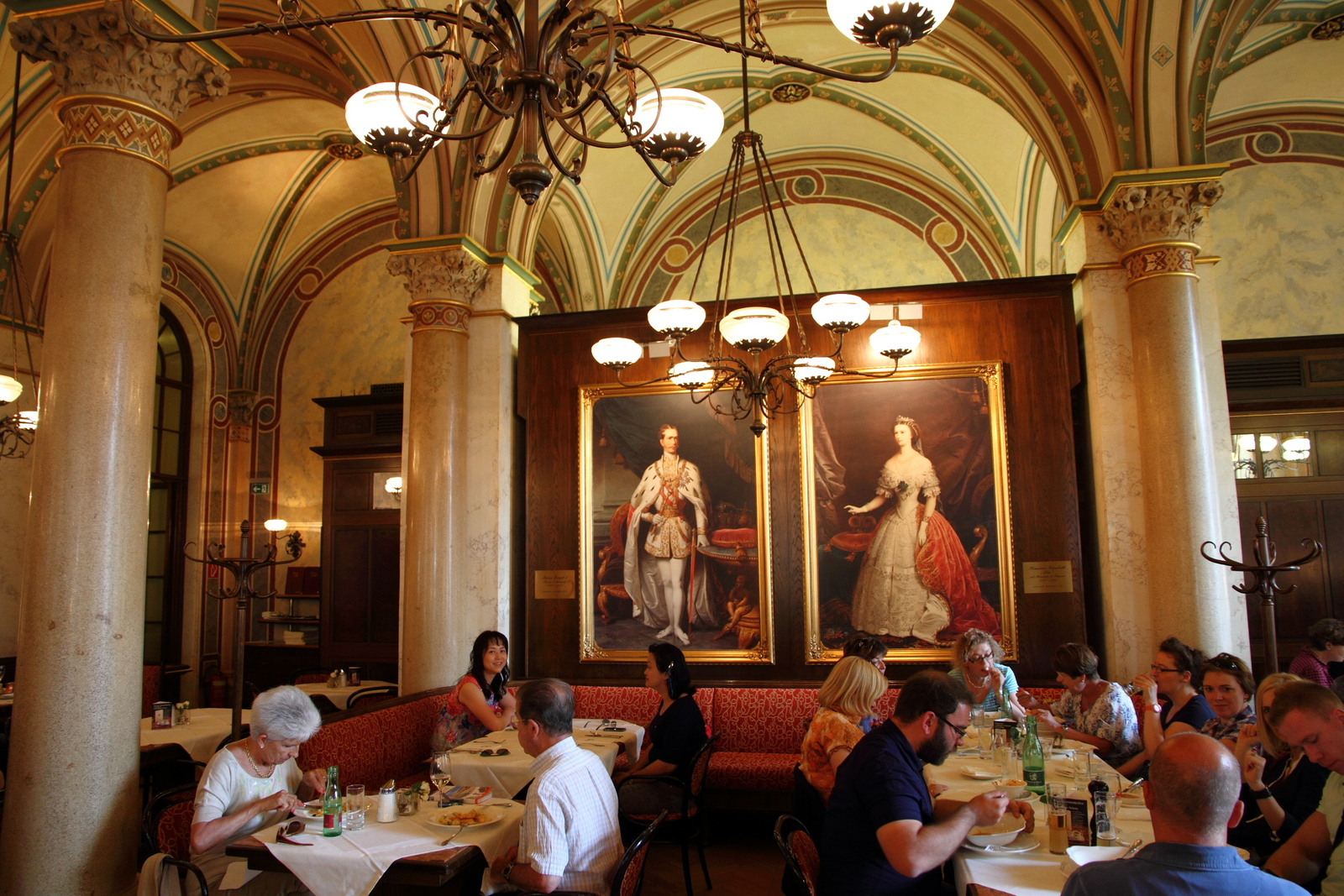
interieur met portretten van Sisi en Frans Jozef

Café Central is een café aan de Herrengasse 14 in de Innere Stadt van Wenen. Het café is gevestigd op het gelijkvloers van het voormalige Bank- und Börsengebäude. Dit neorenaissance bouwwerk wordt als Palais Ferstel aangeduid, als referentie naar de architect, Heinrich von Ferstel.

## Geschiedenis
Het etablissement werd in 1876 opgericht en speelde al snel een rol in de koffiehuiscultuur van het Weense fin de siècle. Tot de vaste gasten uit de vroege jaren behoorden Peter Altenberg, Alfred Adler, Adolf Loos, Sigmund Freud en Leon Trotski. Laatstgenoemde zou er dagelijks een potje schaak spelen alvorens hij in 1914 naar Rusland vertrok.
Café Central is in de 21ste eeuw vooral een toeristenattractie.